# Lecithocera leucoceros
Lecithocera leucoceros is een vlinder uit de familie van de Lecithoceridae. De wetenschappelijke naam van de soort is voor het eerst geldig gepubliceerd in 1932 door Meyrick.